# Louis Marie Maximilien de Caffarelli du Falga

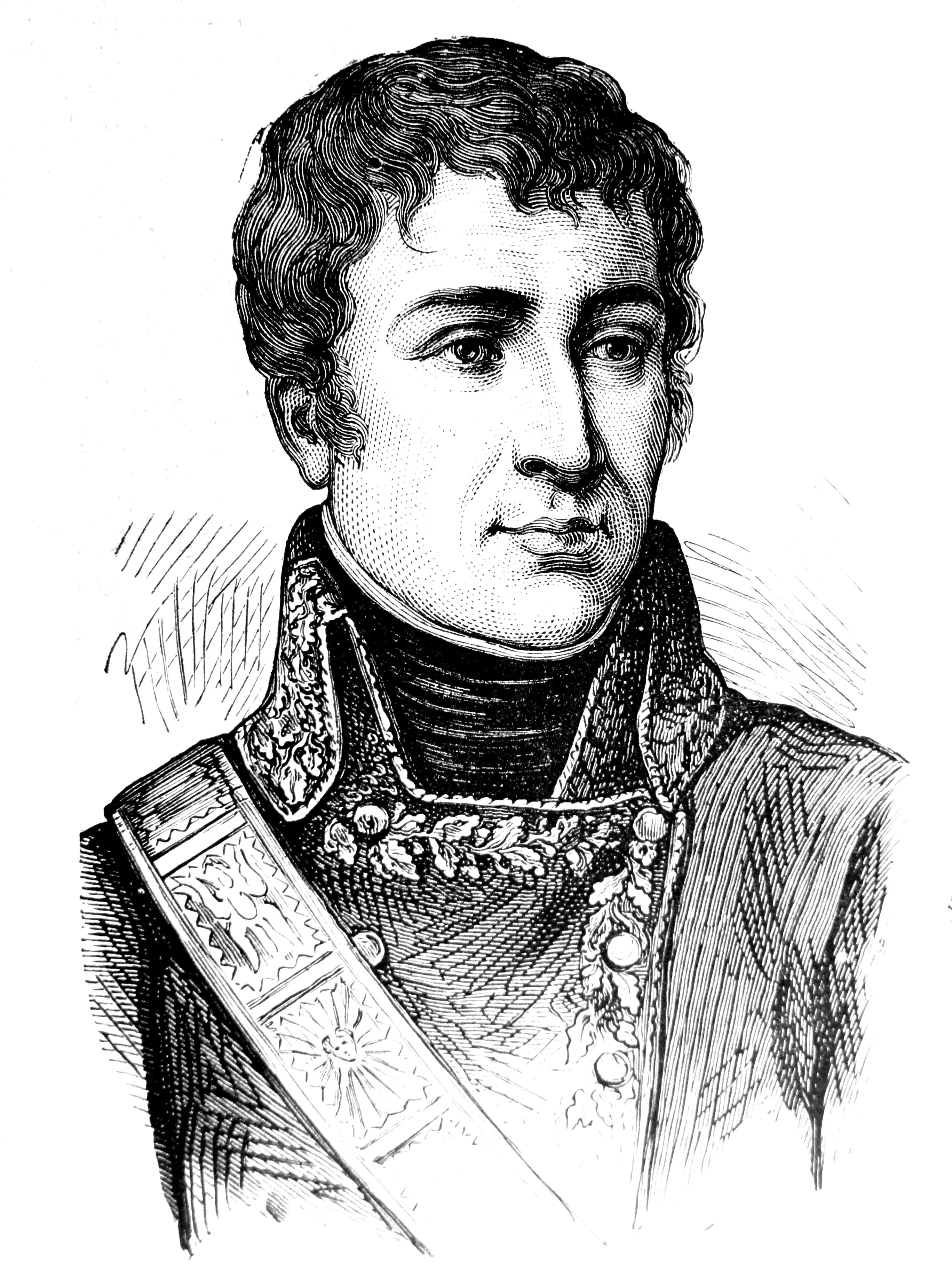
Louis Marie Maximilien de Caffarelli du Falga.

Louis Marie Joseph Maximilien de Caffarelli du Falga, född den 3 februari 1756 i Falga, död den 27 april 1799 i Saint-Jean-d'Acre, var en fransk general. Han var bror till Marie François Auguste de Caffarelli du Falga.
Caffarelli omfattade revolutionens grundsatser och tjänade i Rhenarmén, men blev kastad i fängelse på grund av att han ogillade Ludvig XVI:s avrättning. Sedermera deltog han, fastän han under en drabbning förlorat sitt ena ben, i tåget till Egypten, där han 1799 utanför Saint-Jean-d'Acre fick ett sår, av vilket han dog. Han var författare till flera skrifter i matematiska, administrativa och filosofiska ämnen.